# Korito Ironbridgea
Korito Ironbridgea (engleski: Ironbridge Gorge) je duboko korito (gorge) rijeke Severn u Shropshireu, Engleska. Ime je dobilo po najstarijem željeznom mostu na svijetu, danas spomeniku industrijske revolucije koja je nastala u ovom kraju. 

## Povijest
Duboka i široka rijeka Severn je omogućavala lagani transport industrijskih proizvoda od Coalbrookdalea do morskih luka u Bristolskom kanalu. No, problem je bio u transportu sirovina do rastućeg industrijskog središta, Coalbrookdalea. Željezni most je 1772. god. zamislio industrijalac Thomas Farnolls Pritchard kako bi se izbjegao nepouzdan transport trajektima, a kako bi se povezao industrijski grad Broseley s malim rudarskim mjestom Madeleyom i Coalbrookdaleom. Na taj način su sirovine (ugljen, željezna rudača, vapnenac i glina) iskapane u ovom klancu, mogle biti lakše dostavljene za proizvodnju željeza, keramike i porculana. 
God. 1779., most težak 379 t izveo je kovač John Wilkinson iz Broseleya koji je, ne poznajući bolje, koristio oblike iz drvogradnje. Most se sastoji iz više od 800 od 12 vrsta dijelova, a svaki dio je iskovan u radionici i montažno spajan na lokaciji, što ga čini i najstarijom montažnom građevinom.
Kako je most postao turističkom atrakcijom, već u 18. st. je oko njegove naplatne kućice počelo nicati naselje koje je nazvano Ironbridge koje danas ima preko 2.400 stanovnika. God. 1934., most je presvučen asfaltom za automobilski promet, a sve do 1950. god. su vlasti naplaćivale prijelaz pješacima. Danas je u njegovoj naplatnoj kućici muzej povijesti mosta i njegove izgradnje.

## Odlike
Krajolikom oko korita rijeke Severn, veličine 260 hektara, a koji čine uglavnom šume, livade i željezni most, upravlja Nacionalno povjerenstvo za korito Severna (Severn Gorge Countryside Trust ). U mjestu Ironbridge 1967. god. osnovano je i Muzejsko povjerenstvo Korita željeznog mosta (Ironbridge Gorge Museum Trust) koji slavi rođenje industrijske revolucije. 
Danas je polazna točka "Europskog puta industrijske revolucije" (ERIH), a sastoji se od 35 industrijskih postrojenja i 10 muzeja:
1. Viktorijanski grad Blists Hill
2. Broseley Pipeworks
3. Muzej željeza u Coalbrookdaleu gdje je
4. Muzej porculana u Coalportu
5. Tunel katrana u Coalportu, izvor prirodnog bitumena
6. Kuće obitelji Darby, Rosehill i Dale, kvakerskih metalurga
7. Interaktivni muzej inovativnosti (Enginuity)
8. Željezni most i naplatna kućica (Tollhouse) u Ironbridgeu
9. Muzej Jackfield keramike
10. Muzej korita

## Poveznice
- Arhitektura industrijske revolucije

## Vanjske poveznice
- Ironbridge Gorge.com